# Шушинський район (Азербайджан)
Шушинський район (азерб. Şuşa rayonu) — адміністративна одиниця в складі Азербайджану. Адміністративний центр — місто Шуша.

## Історія
Був створений 8 серпня 1938 року.
У травні 1992 року був захоплений збройними силами Вірменії і став Шушинським районом НКР.
В ході Другої Карабаської війни деяка частина району була відвойована Азербайджаном, разом з містом Шуша.